# باتريك إي. هاغرتي
باتريك إي. هاغرتي (بالإنجليزية: Patrick E. Haggerty)‏ هو مهندس وشخصية أعمال أمريكي، ولد في 17 مارس 1914 في داكوتا الشمالية في الولايات المتحدة، وتوفي في 1 أكتوبر 1980 في دالاس في الولايات المتحدة.

## وصلات خارجية
- باتريك إي. هاغرتي على موقع الموسوعة البريطانية (الإنجليزية)